# Epharpastis daedala
Epharpastis daedala is een vlinder uit de familie van de Tineodidae. De wetenschappelijke naam van de soort is voor het eerst geldig gepubliceerd in 1887 door Meyrick.